# Velebit
Velebit (italiensk: Alpi Bebie) er den største, men ikke højeste, bjergkæde i Kroatien. Bjergene er en del af De dinariske Alper og ligger ved kysten af Adriaterhavet, hvor de udgør et skel mellem havet og bjergregionen Lika i indlandet. Velebit strækker sig fra byen Senj, ved bjergpasset Vratnik i nordvest og ender 145 kilometer længere sydøst nær kilden til floden Zrmanja nordvest for Knin. Bjergkæden er 10–30 kilometer bred.
Det højeste punkt er bjerget Vaganski der er 1.757 moh.
Velebit har et karakteristisk udseende, med nøgne karstklipper på havsiden og skovklædte skråninger på Lika-siden. Der er en rig flora og fauna, og hele bjergkæden er beskyttet som en naturpark og biosfærereservat under UNESCOs Menneske og biosfære-programmet. I nord findes Nordlige Velebit Nationalpark og i syd Paklenica nationalpark.